# 明德爾河
明德爾河（德语：Mindel）是德國的河流，位於巴伐利亞州，河道全長77.93公里，流域面積953平方公里，發源自考夫博伊倫以西，河口處在貢德雷明根附近，河畔城鎮有明德爾海姆、布爾高和坦豪森。